# Waalsdorpervlakte
De Waalsdorpervlakte is een vlakte in het duingebied Meijendel bij Wassenaar en Den Haag. De vlakte deed lange tijd dienst als militair oefenterrein van Legerkamp Waalsdorp. Tijdens de Tweede Wereldoorlog werden hier meer dan 250 mensen door de Duitse bezetter ter dood gebracht. Na de oorlog werd deze plek een van de belangrijkste Nederlandse oorlogsherdenkingsplaatsen. Het voormalige militaire oefenterrein is in 2016 door het ministerie van Defensie afgestoten en in beheer gekomen van Dunea. Het terrein maakt deel uit van het beschermde Natura 2000-gebied “Meijendel & Berkheide”.

## Geschiedenis
Het gebied maakte oorspronkelijk deel uit van een uitgestrekte strandvlakte en kreeg door zandverstuivingen in onder meer de 13e en 14e eeuw zijn huidige aanblik. De vroegste bewoners van wie archeologen sporen hebben aangetroffen zijn halfnomadische jagers in de late Bronstijd. In de Romeinse tijd en middeleeuwen waren er op de vlakte meer permanente nederzettingen en landbouwactiviteiten te vinden.
Vanaf de 18e eeuw tot in de tweede helft van de 20e eeuw deed de Waalsdorpervlakte dienst als militair oefenterrein van het Legerkamp Waalsdorp. In 1927 werd er het Meetgebouw gevestigd. Dit groeide uit tot het Fysisch en Elektronisch Laboratorium, dat weer het begin was van TNO Defensie en Veiligheid. Naast de TNO-vestiging kwam later een gebouw te staan van het SHAPE Technical Center (STC), het huidige NATO Communications and Information Agency (NCIA).

## Fusillades
Tijdens de bezettingsjaren werd het schietterrein door de Duitsers gebruikt als fusilladeplaats: verzetsstrijders uit de nabijgelegen gevangenis, het Oranjehotel, werden door de Duitsers ter hoogte van schietbaan 9 ter dood gebracht. De eerste gefusilleerde was Ernst Cahn, een Joodse mede-eigenaar van ijssalon Koco in Amsterdam. Zijn arrestatie en de razzia's die daarop volgden, leidden eerder tot rellen en de Februaristaking. Tien dagen later volgden de leden van verzetsgroep De Geuzen en de drie organisatoren van de staking, herinnerd in het gedicht Het lied der achttien dooden. Nog velen zouden volgen, waaronder leden van de CPN, Vrij Nederland, Trouw en Het Parool. De laatste massa-executie vond op 8 maart 1945 plaats als vergelding op de aanslag op Hanns Rauter. Hierbij werden er 38 verzetsstrijders vermoord en onder het zand begraven. Er zijn in totaal tussen de 250 en 280 mensen omgebracht.

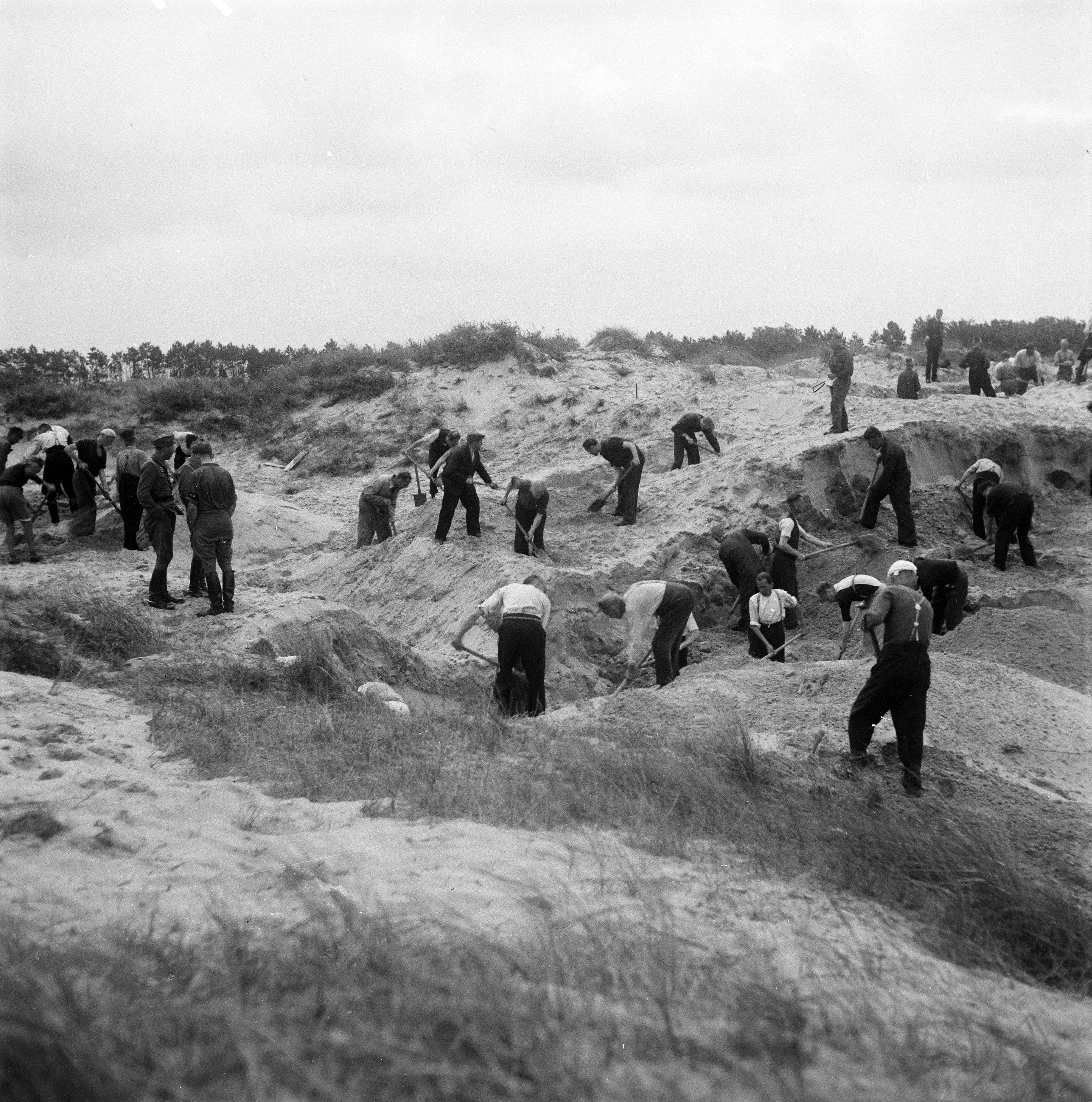
Het opgraven van een massagraf in augustus 1945

De verzetsstrijders zijn na de bevrijding herbegraven op onder meer Ereveld Loenen. Dit was mede mogelijk doordat de Katwijkse helmplanter en verzetsheld Pieter Kuijt helmgras plantte op de veldgraven van de gefusilleerden, waardoor deze na de oorlog teruggevonden konden worden. Op 30 april 2021 kreeg als eerbetoon aan Kuijt het fietspad door de  Waalsdorpervlakte langs de herdenkingsplaats officieel de naam Pieter Kuijtpad.
Van zesentwintig lichamen is tot op heden niet bekend wie de slachtoffers zijn. Er wordt nog steeds actief gezocht naar informatie over hun identiteit, tegenwoordig met DNA-analyse. Ze liggen in afwachting van hun identificatie in een naamloos graf op Ereveld Loenen. In 2010 is één daarvan, verzetsstrijder Gerard Putter, geïdentificeerd. In 2015 zijn drie verzetsstrijders geïdentificeerd. De Werkgroep Vermiste Personen Tweede Wereldoorlog identificeerde hen als de Amsterdammers Douwinus Janse, Karel Walet en Eliazer Pachter.

### Fusillades collaborateurs
Na de oorlog werden op de vlakte zeven belangrijke collaborateurs en misdadigers gefusilleerd. Als eerste nazipropagandist Max Blokzijl op 16 maart 1946, en vervolgens Anton Mussert, leider van de NSB, op 7 mei 1946. Zij zijn begraven in een staatsgeheim graf op de Algemene Begraafplaats Den Haag.

## Monument

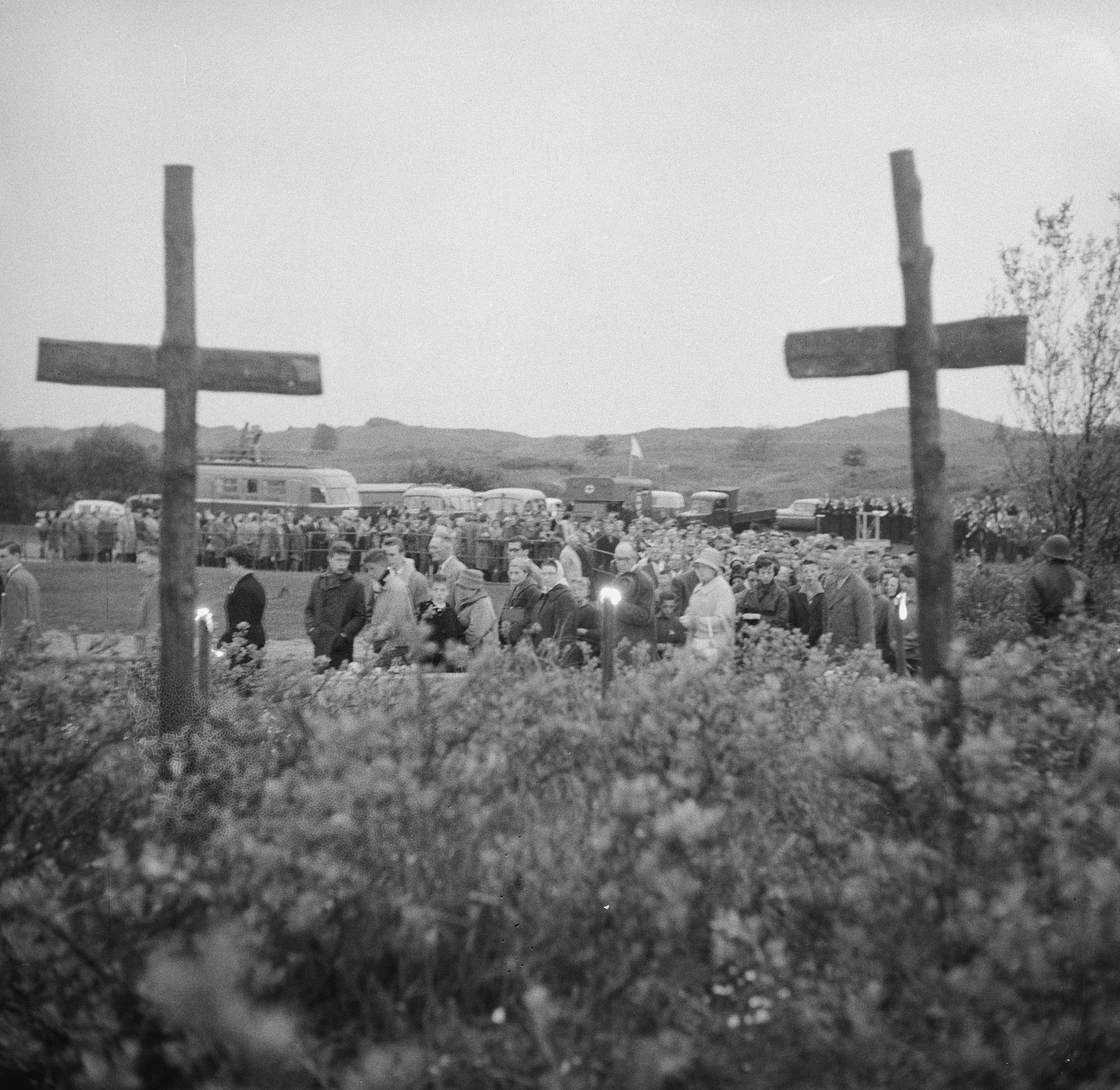
De houten kruisen bij de dodenherdenking in 1961

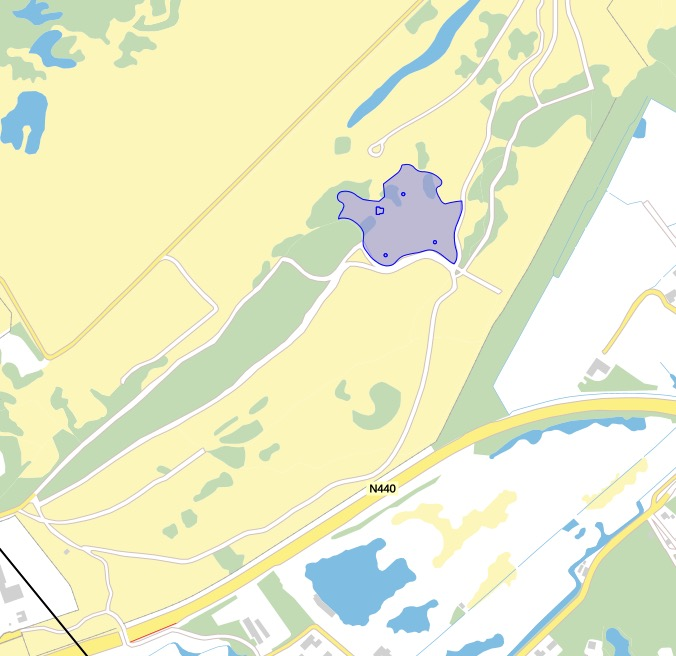
Situatiekaart met in paars gearceerd het rijksmonument Nationaal Monument Fusillade- en herdenkingsterrein Waalsdorpervlakte

Op 3 mei 1946 is een  monument geplaatst bestaande uit vier houten kruisen. In de vlakte zijn twee losse kruisen geplaatst, één op een plek waar veel massa-executies plaats hebben gevonden, het andere specifiek als herdenking aan de represaille-executies na de aanslag op Rauter.

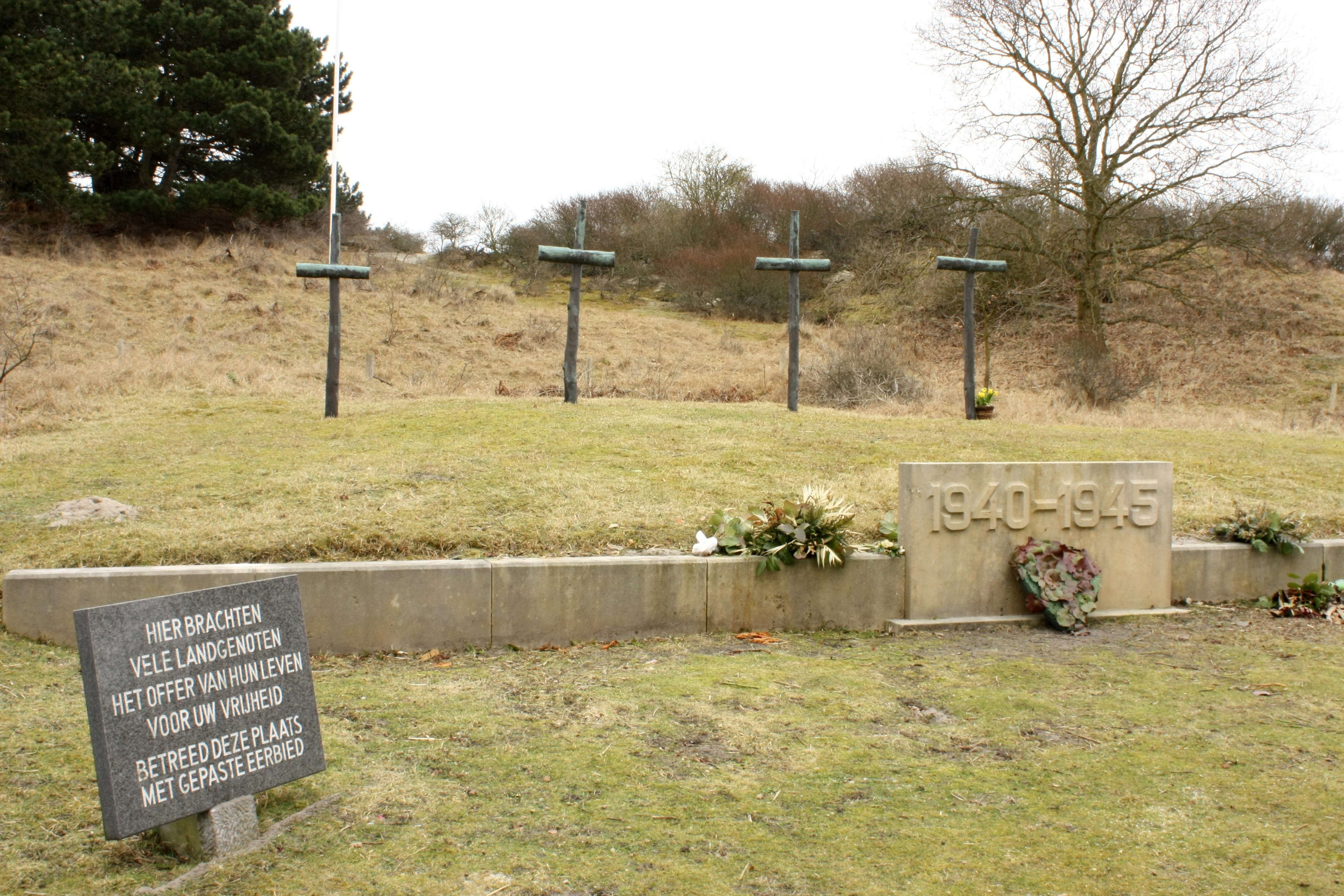
Muurtje met op de achtergrond de bronzen kruisen in 2009

In 1949 is voor de vier kruisen een lage muur toegevoegd met de tekst '1940–1945' ontworpen door de voormalige verzetsstrijder Marcus Marinus Oosenbrug. Voor de betonnen rand is in 1975 een plaquette aangebracht met de tekst:
Hier brachten vele landgenoten het offer van hun leven voor uw vrijheid. Betreed deze plaats met gepaste eerbied.

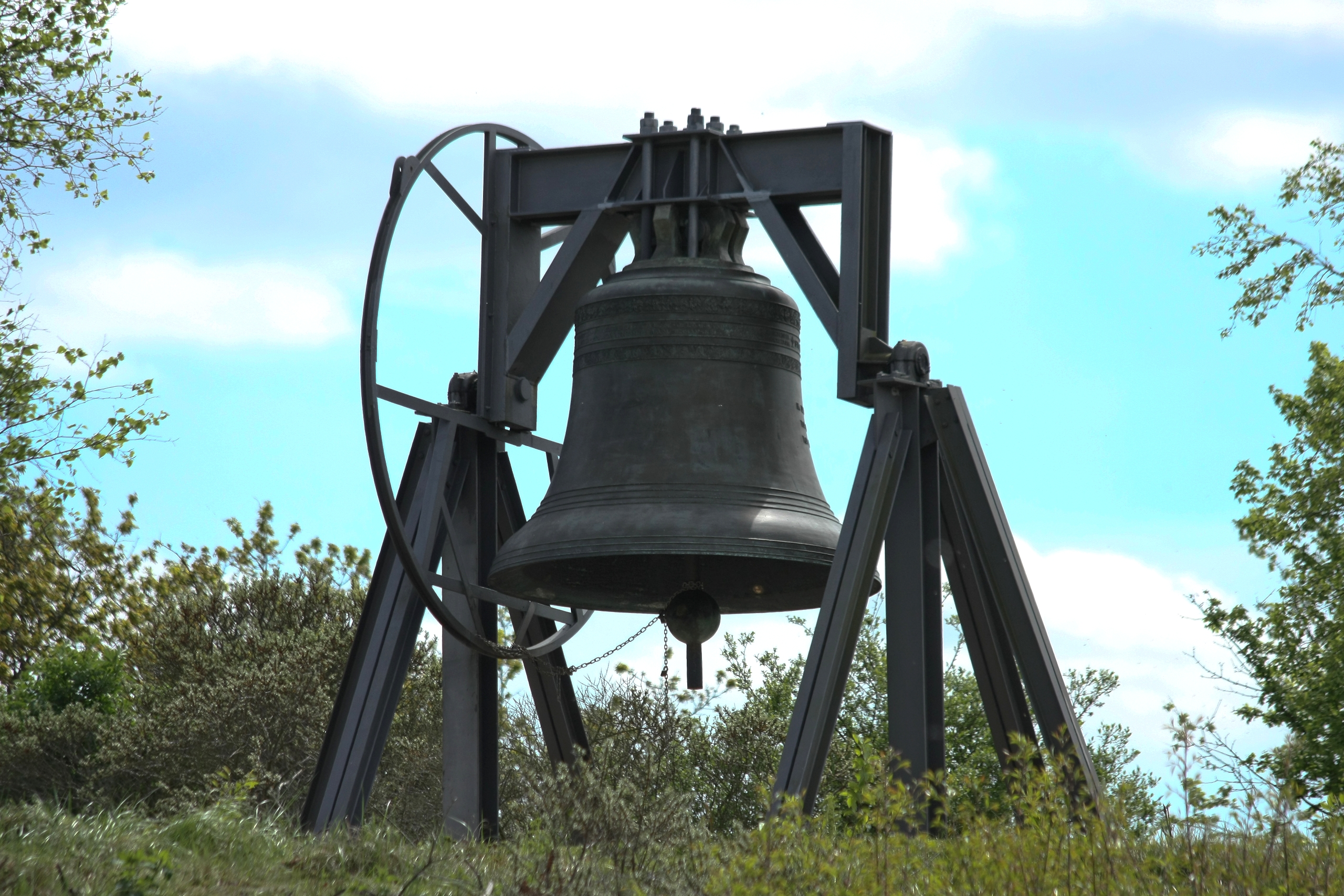
Bourdonklok in 2009

In 1959 is bij het monument een klokkenstoel, met één grote luidklok oftewel bourdon, geplaatst, die onder een rede van oud-ministerpresident Gerbrandy als geschenk van de burgers van Den Haag op 30 april 1959 aan de gemeente werd geschonken. De klok is gegoten door de firma Petit en Fritsen in Aarle-Rixtel en werd meteen in gebruik genomen. Sindsdien vormt ze een belangrijk onderdeel van de Dodenherdenking en wordt daarnaast geluid bij uitvaarten van het Koninklijk Huis. Op de rand van de klok staat een tekst van prof. R.P. Cleveringa:
Ik luid tot roem en volging van hen die hun leven gaven tot wering van onrecht, tot winning der vrijheid en tot waring en verheffing van al Neerlands geestelijk goed.
In 1980 zijn de vier houten fusilladekruisen vervangen door bronzen replica's.  De houten kruisen zijn overgebracht naar het Fries Verzetsmuseum te Leeuwarden, vervolgens naar het Haags Historisch Museum en in 2019 naar het Nationaal Monument Oranjehotel (bijnaam van de Scheveningse gevangenis tijdens de Tweede Wereldoorlog).
In september 2021 werd de Waalsdorpervlakte aangewezen tot rijksmonument. 

## Herdenking

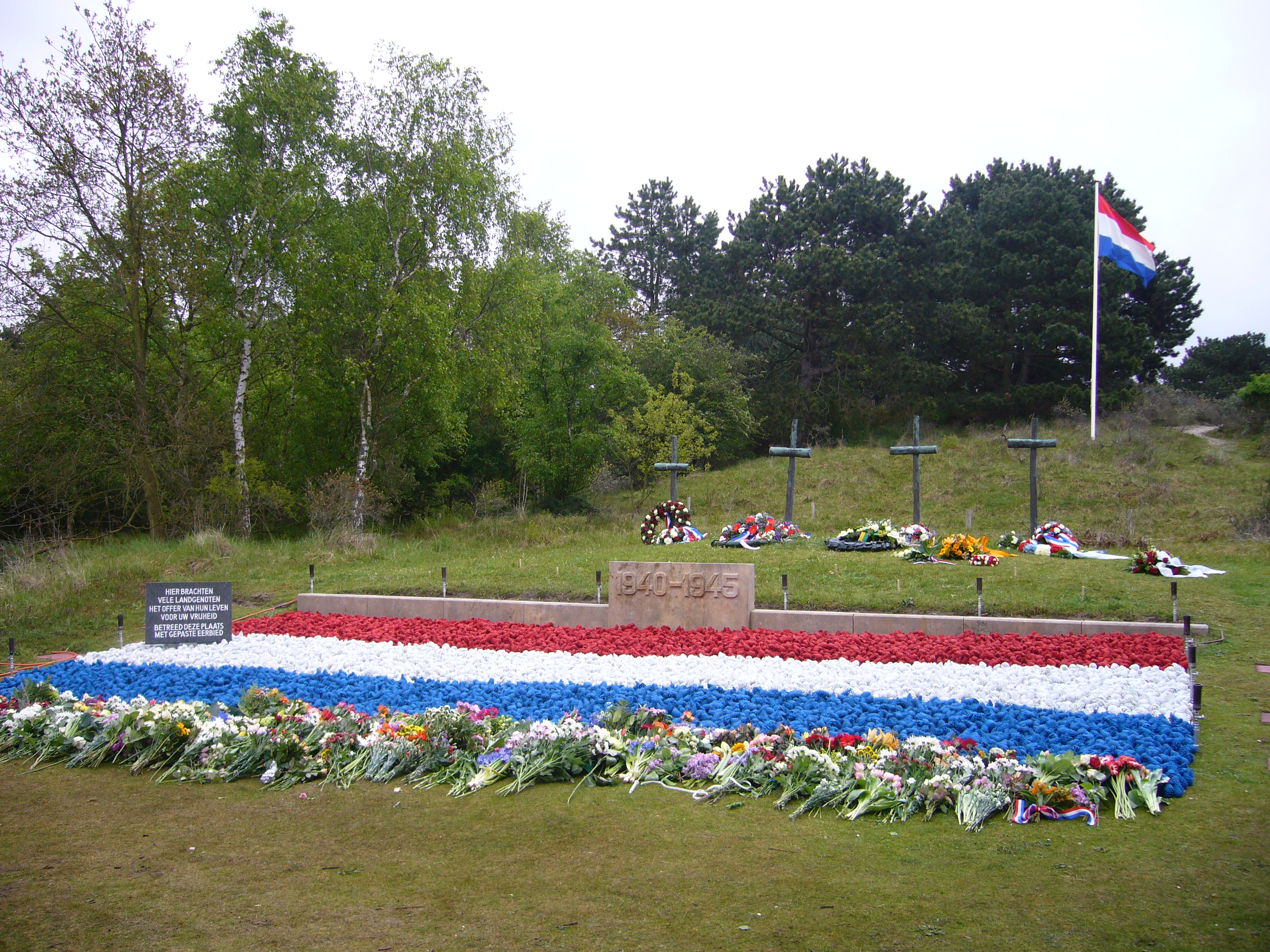
Bloemen bij het monument in 2009

De nationale dodenherdenking op de Waalsdorpervlakte wordt georganiseerd door het Erepeloton Waalsdorpervlakte. Jaarlijks wordt op deze dag tegen de rand van het monument de Nederlandse vlag gevormd, vroeger met bloemen, tegenwoordig met geverfde dennenappels. Aan weerszijden van het monument worden fakkels geplaatst en er staat een erewacht van 6 personen.
Over de Waalsdorpervlakte wordt een stille tocht gelopen. De stoet vormt zich vanaf het verlengde van de Oude Waalsdorperweg. Het voorste deel van de stoet is gereserveerd voor nabestaanden van de gefusilleerde verzetsstrijders en genodigden. Daarachter volgen de belangstellenden.
Het erepeloton luidt de Bourdonklok van 19:15 tot vlak voor 20:00 uur. Na het taptoe-trompetsignaal volgen twee minuten stilte. Daarna klinkt het Wilhelmus. De klok wordt weer geluid door de luidploeg en de deelnemers aan de stille tocht lopen vervolgens langs het monument en kunnen bloemen en kransen neerleggen. Totdat de laatste belangstellende het monument heeft gepasseerd, wordt de klok geluid.
Aan de herdenking doen jaarlijks gemiddeld 3000 mensen mee. De organisatie van deze herdenking is in handen van de leden van de Vereniging Erepeloton Waalsdorp waarvan zes man in tenue van de Binnenlandse Strijdkrachten een erewacht vormen bij het monument. De dodenherdenking op de Waalsdorpervlakte werd tot en met 1986 door de NOS uitgezonden op televisie. Sinds 1995 zendt RTL de herdenking uit.
In 2017 besloot de Vereniging Erepeloton Waalsdorp dat personen met een te fors postuur geen deel meer mochten uitmaken van het erepeloton. Volgens de vereniging waren er klachten binnengekomen dat het geen gezicht zou zijn. Het besluit werd landelijk nieuws toen de berichtgeving daarover in april 2018 naar buiten kwam. Nadat er kritiek was gekomen op het verbod van onder meer gemeenteraadsfracties en burgemeester Pauline Krikke, werd het besluit op 8 april weer ingetrokken.

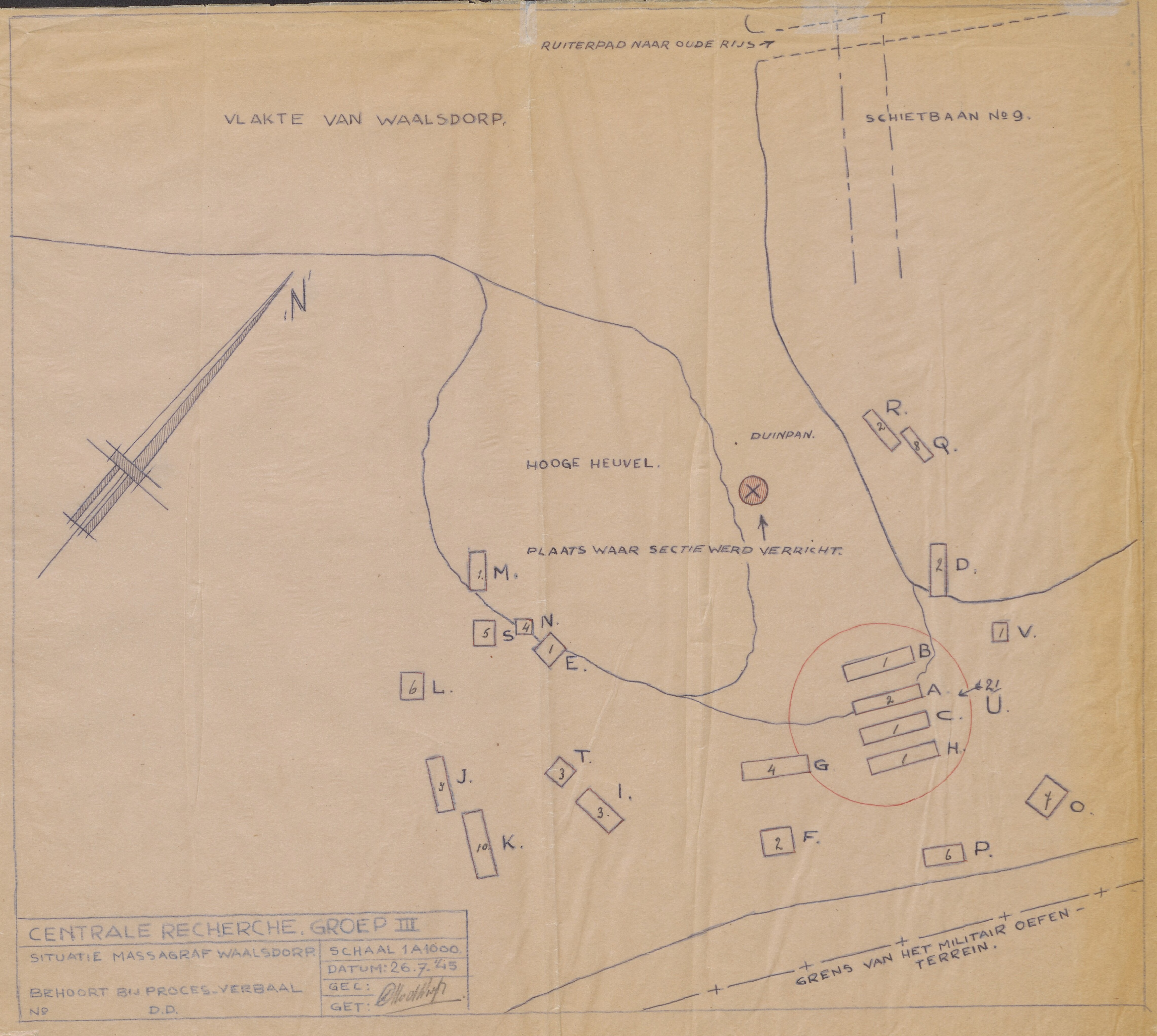
Plattegrond van massagraven op de Waalsdorpervlakte. Tekening van 26 juli 1945 (Bron: NIOD)

## Lijst van gefusilleerde verzetsstrijders
| Datum             | Aantal | Publieke reden                                                           | Verzetsgroep       | Namen |
| ----------------- | ------ | ------------------------------------------------------------------------ | ------------------ | --- |
| 3 maart 1941      | 1      | Beheer van ijssalon waar knokploegen bijeenkwamen                        |                    | Ernst Cahn |
| 13 maart 1941     | 15     | Lidmaatschap van verzetsgroep De Geuzen                                  | De Geuzen          | Jan Wernard van den Bergh, George den Boon, Reijer Bastiaan van der Borden, Nicolaas Arie van der Burg, Jacob van der Ende, Albertus Johannes de Haas, Bernardus IJzerdraat, Leendert Keesmaat, Arij Kop, Dirk Kouwenhoven, Jan Kijne, Leendert Langstraat, Frans Rietveld, Jan Smit, Hendrik Wielenga |
| 13 maart 1941     | 3      | Organisatie van de Februaristaking                                       | CPN                | Hermanus Coenradi, Joseph Eijl, Eduard Hellendoorn |
| 19 september 1941 | 5      | Hulp aan Britse piloten                                                  |                    | Bastiaan Arie Barendregt, Joris de Heus, Pieter Wouter Kruijthoff, Arie van Steensel, Arie van der Stel |
| 30 september 1941 | 1      | Neerschieten van Duitse spoorwegbeambte                                  |                    | Hans Bierhuijs |
| 8 oktober 1941    | 1      | Wapenbezit                                                               | Het Parool         | Arie Addicks |
| 24 januari 1942   | 2      |                                                                          | ECH/3              | Johannes Klingen, Hendricus Machiel Cornelis Schoenmaker |
| 27 januari 1942   | 1      |                                                                          | CPN                | Jan Jongebreur |
| 12 februari 1942  | 4      |                                                                          | Ordedienst         | Willem Johannes Bakkeren, Fokke Bleeker, Marinus Hendricus Gerardus Dubelaar, Jan Kwak |
| 23 februari 1942  | 3      |                                                                          | Vrij Nederland     | Marinus Louis Bolk, Gerardus Cats, Arie Jan Willem Stoppelenburg |
| 24 april 1942     | 1      |                                                                          | CPN                | Dirk de Korte |
| 21 maart 1942     | 1      | Brandstichting                                                           |                    | Herman Leonard Lucas |
| 13 juni 1942      | 3      |                                                                          |                    | Adrianus Johannes Buijens, Willem Hienekamp, Jacob Tobias Poppers |
| 2 juli 1942       | 1      |                                                                          |                    | Marcelis van Bemmel |
| 24 juli 1942      | 3      |                                                                          |                    | August Theodorus van Batum, Abraham Pots, Petrus Albertus van Dieren, Cornelis Nicolaas de Vries |
| 30 juli 1942      | 1      |                                                                          | CPN                | Arie de Haan |
| 19 augustus 1942  | 2      |                                                                          |                    | François van de Berghe, Elias Broches |
| 21 september 1942 | 3      | Overval op distributiekantoor                                            |                    | Jan Pieter Catoen, Levie de Groot, Heiman Herman Meijer |
| 2 oktober 1942    | 4      | CPN                                                                      |                    | Klaas den Braven, Franciscus Adolf Kolder, Leendert Roodenburg, Gerard Schuurman |
| 20 oktober 1942   | 6      | Spionage, verboden wapenbezit, bevoordeling van de vijand en landloperij | Oranjegarde        | Alexander Hermanus van den Berg, Franz Ernst van Kampen, Gerrit David van der Linden, Adrianus Jacobus Wilhelmus Simonis, John Frederik Zeldenrust |
| 4 november 1942   | 1      |                                                                          |                    | Richard Alexander Henri Lambert Voitus van Hamme |
| 10 november 1942  | 1      |                                                                          | CPN                | Andries Adrianus Rost |
| 20 november 1942  | 1      |                                                                          |                    | Cornelis Willem van Holst Pellekaan |
| 1 december 1942   | 1      | Wapenbezit                                                               | CPN                | Gerardus Marie Theodorus Putter |
| 12 januari 1943   | 1      | Dodelijke aanslag                                                        |                    | Bob Hellenberg |
| 18 januari 1943   | 1      |                                                                          |                    | Benedictus Hyman Hijmans |
| 22 januari 1943   | 1      |                                                                          | Vrij Nederland     | Joannes Hendricus Amandus Kievit |
| 15 februari 1943  | 2      | Hollandia-Kattenburg                                                     | CPN                | Bernard Luza, Mijer Konijn |
| 18 februari 1943  | 2      |                                                                          | CPN                | Cornelis van den Berg, Hendrik Adriaan Johannes Breeman |
| 24 februari 1943  | 2      |                                                                          | CPN                | Pieter Franciscus van der Kam, Hendrik Molenkamp |
| 10 april 1943     | 1      |                                                                          | CPN                | Simon Bertus Schuit |
| 3 mei 1943        | 1      | April-Meistaking                                                         |                    | Hendrikus Wilhelmus Bouwman |
| 29 juni 1943      | 2      | Doodslaan van NSB'er                                                     |                    | Jan Willem Haije, Klaas Muller |
| 30 juni 1943      | 3      | Brandstichting in opslagplaats Wehrmacht                                 | CPN                | Gerard van der Laan, Dominicus Hendrik Cornelis Middendorp, Evert Ruivenkamp |
| 2 juli 1943       | 2      | Bomaanslagen in Kalverstraat in Amsterdam                                | CPN                | Douwinus Johannes Janse, Karel Jacobus Walet |
| 2 juli 1943       | 1      | Wapenbezit                                                               |                    | Eliazer Pachter |
| 29 juli 1943      | 1      | hulp aan komst van spionnen uit Engeland                                 |                    | Gerard J.F. Vinkensteijn |
| 5 augustus 1943   | 1      | Brandstichting in opslagplaats Wehrmacht                                 | CPN                | Jan van Kalsbeek |
| 10 augustus 1943  | 7      |                                                                          | CPN                | Cornelis Aarnouts, Nicolaas Johannes Bergsma, Hendrikus Godfroid, Johan Hinrik Janzen, Bernardus Gerardus Mulder, Jelle Posthuma, Cornelis Schuurman |
| 10 augustus 1943  | 1      |                                                                          |                    | Maarten Slort |
| 23 september 1943 | 2      |                                                                          | CPN                | Jacob Boekman, Adrianus Reinardus Nas |
| 9 oktober 1943    | 2      |                                                                          | CPN                | Jan Dieters, Louis Jansen |
| 10 november 1943  | 2      |                                                                          |                    | Arnold Oswald Knipscheer, Cornelis van Westen |
| 7 december 1943   | 1      | Poging naar Engeland te gaan                                             |                    | Curt Christian Heinrich Peters |
| 4 januari 1944    | 1      |                                                                          |                    | Christiaan de Jong |
| 7 januari 1944    | 1      | CS-6                                                                     | CPN                | Jan Verleun |
| 7 januari 1944    | 3      | Overval op Arbeidsbureau                                                 |                    | Hermanus Matthias Kok, Jan Ludema, Krijn Vreugdenhil |
| 12 januari 1944   | 1      | CS-6                                                                     | CPN                | Marinus Spronk |
| 13 januari 1944   | 5      |                                                                          | CPN                | Maarten van Baarle, Nicolaas Beuzemaker, Remmert Huibert van Mil, Maarten Pronk, Cornelis Johannes Pieter Schalker |
| 13 januari 1944   | 3      |                                                                          |                    | Arthur Franciscus de Clerck, Deodatus Edmond Phielmondus de Clerck |
| 24 januari 1944   | 1      | spionage voor Engeland                                                   | Groep Kees         | Kees Dutilh |
| 9 februari 1944   | 1      | Wapenbezit                                                               |                    | Max Werkendam |
| 29 februari 1944  | 20     |                                                                          | Oranje Vrijbuiters | Roel Abma, Andries van Beek, Leo Fischer, Ton Hegge, Kees Heij, Leo Heij, Johannes Holswilder, Christiaan Kerkhof, Karel Keizer, Hans van Koetsveld, Heinz Loewenstein, Jacques Martens, Bertus Meulenkamp, Bob van Oorschot, Klaas Postma, Herman Frans van Roon, Thomas Franciscus Hendrikus Spoelstra, Pieter Verhage. |
| 7 maart 1944      | 1      |                                                                          |                    | Friedrich Wilhelm Schäfer |
| 11 maart 1944     | 1      |                                                                          |                    | Hendrik Jan Muetgeert |
| 22 maart 1944     | 1      |                                                                          |                    | Petrus Johannes Maria Vloet |
| 30 maart 1944     | 1      |                                                                          |                    | Jan Frederik Dalemans |
| 13 april 1944     | 1      |                                                                          | CPN                | Karel Matheus Schipper |
| 14 april 1944     | 10     |                                                                          |                    | Gerrit Jan van den Berg, Hendrik Drogt, Jan Hoberg, Fokke Jagersma, Gerard Jansen, Johannes Kippers, Jacob Kraal, Willem Lengton, Jan Daniël Rijkmans, Wiepke Harm Timersma |
| 24 april 1944     | 1      |                                                                          |                    | Tjalling Bakker |
| 24 april 1944     | 2      |                                                                          |                    | Johannes Meijer, Hendrik de Vries |
| 11 mei 1944       | 2      |                                                                          | Vrij Nederland     | Hendrik Pieter Hos , Thies Jan Jansen |
| 20 mei 1944       | 6      |                                                                          | CPN                | Johan Hissink, Johannes Hoogendoorn, Willem Jorritsma, Abraham de Kriek, Petrus Gerardus Frederik Snelleman, Jan van der Zwaag |
| 20 mei 1944       | 1      |                                                                          | Trouw              | Dirk Eliza Wierenga |
| 20 mei 1944       | 6      |                                                                          | CPN                | Wouter Jaspers, Anton Kranenburg, Gerrit Joseph Roukens, Izaak Hendrik Ruppert, Cornelis Antonius Spitters, Jan Zeeuw |
| 31 juli 1944      | 1      |                                                                          | CPN                | Jan Postma |
| 5 augustus 1944   | 1      |                                                                          |                    | Wilhelm Herman Gerard Giesen |
| 5 september 1944  | 1      |                                                                          |                    | Robert Bloemendal |
| 9 september 1944  | 1      |                                                                          |                    | Simon Koning |
| 28 oktober 1944   | 6      |                                                                          |                    | Hendrik de Bont, Hendrik Coenraad Buning, Stefanus Jacobus Driesprong, Albertus Dirk Kleisen, Vilmos Obermeijer, Franz Gerhardus Frederik Pril |
| 28 oktober 1944   | 2      |                                                                          | OD                 | Pieter Cristiaan Colthoff, Antoon Frederik Wiegel |
| 28 oktober 1944   | 1      |                                                                          | Voor God en Koning | Nicolaas Corstanje |
| 28 oktober 1944   | 1      |                                                                          | RVV                | Pieter Cornelis Jacobus Marie Smits |
| 2 november 1944   | 1      |                                                                          |                    | Franciscus Aloysius Henricus Keve |
| 6 november 1944   | 8      |                                                                          | LKP                | Bernard Cramer, Arnold Drughorn, Segundo Jorge Adelberto Ecury, Hendrikus Martinus Jan Gottlieb, Willem Hanegraaf, Frank Rijk van Ommeren |
| 6 november 1944   | 1      |                                                                          | LO                 | Jan van der Sloot |
| 6 november 1944   | 1      |                                                                          |                    | Pieter Arnoud Fentener van Vlissingen |
| 8 november 1944   | 1      |                                                                          |                    | Bastiaan van der Waal |
| 9 november 1944   | 2      |                                                                          | Trouw              | Bastiaan Dingeman van Duin, Jan Adrianus 't Hart |
| 9 november 1944   | 4      |                                                                          |                    | Ids Haagsma, Frans Nicolaas Ludwig, Frans Bernard de Ruijter, Jacob Arij Verolme |
| 13 november 1944  | 1      |                                                                          | RVV                | Gijsbert Jansen |
| 13 november 1944  | 2      |                                                                          |                    | Anne Willem Arie Koopman, Paulus Visser, Hendrik Theodoor Zwaan |
| 19 november 1944  | 4      |                                                                          |                    | Jan la Graauw, Johannes la Graauw, Jacobus Adrianus van Spronsen, Johannes van Spronsen |
| november 1944     | 1      |                                                                          |                    | Christiaan Johan Eenstroom |
| 17 februari 1945  | 2      |                                                                          |                    | Jan Dirk van Bilderbeek, Dirk Theodorus Geerlings |
| 17 februari 1945  | 1      |                                                                          | Het Parool         | Hugo van Lennep |
| 8 maart 1945      | 29     | Represaille voor aanslag op Hanns Rauter                                 | ruim tien Trouw    | Petrus Aarssen, Richard Barmé, Geurt Bosch, Jan Bronmeijer, Ellerius Pieter Busscher, Hendrikus Franciscus Grijpink, Willem Hermanus Arij Johannes Hartman, Marinus Johannes Henkes, Andries de Jonge, Dirk Koele, Johannes Nicolaas Koernap, Antonie Adriaan van Mansum, Wilhelmus Cornelis Meere, Hendrik Albertus Minderman, Johannes Adolf Obert, Adrianus Petrus van Oosten, Gerardus Oudshoorn, Gerardus Bernardus Reijns, Petrus Franciscus Samuels, Nicolaas Hendrik van der Schaft, Gerardus Johannes Franciscus Sletering, Willem Johannes Spang, Jacob Willem Adriaan Stuyver, Frederik Teunisse, Klaas Leendert Timmer, Jacob Tromp, Bernardus Hendrik Jan Veldhoven, Johannes Gerardus Vet, Hermanus Windsant |
| 8 maart 1945      | 4      | Represaille voor aanslag op Hanns Rauter                                 | LKP                | Carl Wilhelm Alexander Bischoff, Cornelis Helder, Cornelis Jue, Frans Pieter Sluik |
| 8 maart 1945      | 2      | Represaille voor aanslag op Hanns Rauter                                 | OD                 | Hugo Anne Cornelis Denier van der Gon, Heinrich Ernst Oudwater |
| 8 maart 1945      | 1      | Represaille voor aanslag op Hanns Rauter                                 | BBO                | Willem Frederik Hoogewerff |
| 8 maart 1945      | 1      | Represaille voor aanslag op Hanns Rauter                                 | groep Albrecht     | Frederik Johannes Hoogewooning |
| 8 maart 1945      | 1      | Represaille voor aanslag op Hanns Rauter                                 |                    | Charles Godefroid Kranz |

## Gefusilleerd na de oorlog (oorlogsmisdadigers)
| Datum           | Namen                             |
| --------------- | --------------------------------- |
| 16 maart 1946   | Max Blokzijl                      |
| 7 mei 1946      | Anton Mussert                     |
| 25 maart 1949   | Hanns Albin Rauter                |
| 21 juli 1949    | Kees Kaptein                      |
| 26 januari 1950 | Anton van der Waals               |
| 21 maart 1952   | Andries Pieters en Artur Albrecht |

## Incidentele herdenkingen
- Hongaarse vluchtelingen: Op 15 maart 1957 vond er op de Waalsdorpervlakte een herdenking plaats van de Hongaarse Revolutie van 1848. Enkele honderden Hongaren die na de Hongaarse Opstand van 1956 naar Nederland waren gevlucht, woonden de herdenking bij en legden bloemen bij het Nederlandse oorlogsmonument.[20]
- Vliegramp MH 17: Op 23 juli 2014 werd de Bourdonklok tussen 15.00 uur en 15.55 uur geluid in het kader van de dag van nationale rouw, die werd afgekondigd vanwege de Vliegramp in Oekraïne op 17 juli.[21] Bij deze ramp zijn veel Nederlanders omgekomen.

### Bereikbaarheid
Er loopt een wandel en fietspad langs de bourdonklok. Buslijn 20 komt het dichtst in de buurt, daarna buslijn 43 & 44. Tussen 1908 en 1953 reed de Hofpleinlijn naar Scheveningen langs het gebied. Deze voormalige spoorlijn is nu deels fietspad en deels de Landscheidingsweg.